# Reelle tal
 Denne artikel bør gennemlæses af en person med fagkendskab for at sikre den faglige korrekthed.

De reelle tal, der skrives {\displaystyle \mathbb {R} }, er en mængde tal som udvider de rationale tal. Altså er alle rational tal reelle tal, men ikke omvendt. De reelle tal kan repræsenteres ved punkterne på en ret linje, tallinjen. Alle hele tal og alle brøker (rationale tal) er reelle tal, da de ligger et eller andet sted på den reelle tallinje. Vi kalder mængden af tal, som tilhører de reelle tal, men ikke de rationale tal, for de irrationale tal.
Reelle tal har ikke en kompakt standardrepræsentation og både deres form og operationer på dem defineres fra sag til sag. Man bruger derfor oftest forskellige symboler for dem. Man kan sige de har en større diversitet end rationale tal. For eksempel hvis man ønsker at bruge det reelle tal kvadratrod 2, kan man bestemme en konkret form
{\displaystyle a+b{\sqrt {2}}}
Operationer kan så defineres som ved normaler polynomier, hvor man bruger at kvadratrod 2 i anden er 2. Et andet eksempel er tallet pi som er har den egenskab at
{\displaystyle sin(\pi )=0}
Man kan selvfølgelig lægge hvilket som helst reelt tal sammen med et hvilket som helst andet, men kan kan sjældent "reducere" udtrykket. For eksempel er {\displaystyle \pi } plus {\displaystyle {\sqrt {2}}} bare
{\displaystyle \pi +{\sqrt {2}}}
Når dette er sagt, har alle de reelle tal nogle egenskaber til fælles. En af disse egenskaber er at der omkring alle reelle tal er rationale tal vilkårlig tæt på. Tilsvarende kan man finde to rationale tal, et lidt større og et lidt mindre. For eksempel kan man vise at værdien af {\displaystyle \pi } er mellem 3 og 4. Det er også mellem 3.1 og 3.2. Så 3.14 og 3.15. osv i uendelighed. Denne observation gør at man kan erstatte reelle tal med et rationalt tal, så længe man accepterer en lille fejl.
Den anden egenskab som mængden af alle reelle tal har, some de rationale ikke har, er least-upper-bound property (i.e. fuldstændiggørelse). Dette er en egenskab som har at gøre med mængde af tal. Egenskaben forklares ved følgende mængde:
{\displaystyle \{1,2,3,4\}}
5 er et upper bound fordi at alle tal i mængden er mindre eller lig med 5. Tallet 4 er også er upper bound af de samme årsager. Tallet 4 er dog mindre end 5. Vi kan faktisk se at 4 er det mindste mulige upper bound, da 4 er med i mængden. Så kalder man 4 for least upper bound (lub). Et andet eksempel på en mængde er
{\displaystyle \{x\mid x^{2}\leq 2\}}
Dette er mængden af rationale tal, som i anden er mindre end 2. Et rationelt tal som {\displaystyle x^{2}=2} findes ikke, men vi har dog konstrueret en mængde af rationele tal som er mindre. Denne mængde har IKKE et lub. De reelle tal har ikke dette problem. Mængder uden lub findes ikke i de reelle tal. For eksempel hvis vi tager mængden fra tidligere, så findes der nu er reelt tal hvor {\displaystyle x^{2}=2}. Dette er samme kvadratrod 2 fra før {\displaystyle {\sqrt {2}}}
Dette er vores least upper bound. Vi lavede en mængde af rationale tal som ikke havde et lub, så så vi at lub var mellem de reelle tal. Så faktisk kendetegner mængden det reelle tal (kvadrat rod 2 i dette eksempel). Dette giver så faktisk en standard repræsentation, en mængde af rationale tal (dette er langt fra en simpel repræsentation, men det er da noget konkret). Vi kan nu bruge dette til at konstruere de reelle tal fra bunden. Vi tager udgangspunkt i mængden af alle undermængder af rationale tal. Vi definerer så, at alle disse mængder repræsenterer og står i stedet for deres lub. Hvis altså lub findes (som set tidligere er dette ikke altid tilfældet for rationale tal). Hvis lub ikke findes, så definere vi mængden til at være tallet som BURDE have været lub (hvis altså det fandtes). Derefter definere vi addition, multiplikation osv. på disse mængder.

## Konstruktion af de reelle tal
De reelle tal kan konstrueres ved at man ser på ækvivalensklasser af Cauchyfølger af rationale tal; altså ved en fuldstændiggørelse af de rationale tal. En anden måde er ved at se på Dedekindsnit. Således bliver de reelle tal det op til isomorfi entydigt bestemte fuldstændigt ordnede legeme.
Man kan anskue det således, at selve konstruktionen (på den ene eller anden måde) bygger på tidligere viden – nemlig de rationale tal og i sidste ende mængdelæren – således at vi mindsker muligheden for at få nye paradokser ind i teorien (jf. Gödels ufuldstændighedsteorem), mens aksiomerne for et fuldstændigt ordnet legeme er en ønskeliste, som vi gerne så {\displaystyle \mathbb {R} } opfyldte – og som det også viser sig, at mængden gør.

## Bøger
- Carstensen, Jens & Frandsen, Jesper (1990): Obligatorisk matematik. Forlaget Systime, Herning. ISBN 87-7783-630-8
- Holth, Klaus m.fl. (1987): Matematik Grundbog 1. Forlaget Trip, Vejle. ISBN 87-88049-18-3